# Lars Nilsson (Flötist)
Lars Nilsson (* in Karlskoga) ist ein schwedischer Flötist und Musikpädagoge.
Nilsson studierte Flöte am Konservatorium seiner Heimatstadt und am Königlichen Konservatorium in Stockholm und setzte seine Ausbildung bei Aurèle Nicolet in Berlin und bei Marcel Moyse in der Schweiz fort. Ab 1961 war er Mitglied des norwegischen Rundfunkorchesters. 
1966 wurde er an die Universidad Nacional de Cuyo in Argentinien berufen, wo er als Professor für Flöte, Soloflötist des Universitätsorchesters und Mitglied des Bläserquintetts wirkte. Er trat als Soloflötist u. a. in Chile, Ecuador, den USA und Schweden auf, wo er auch Kurse und Meisterklassen gab. Zu seinen Schülern zählten Santiago Clemenz, Patricia Da Dalt, Maria Cecilia Muñoz, Sebastian Hidalgo und andere. Er spielte Uraufführungen von Werken zeitgenössischer Komponisten wie Qamar von Juan María Solare (1999) und  veröffentlichte 2002 zwei CDs mit zeitgenössischer argentinischer Flötenmusik. 
Nilsson gründete die Encuentros Musicales para Estudiantes de Música, die seit 1976 in Mendoza stattfinden, und 1991 das Camping Musical „Nueva Vermland“. Von 1974 bis 1994 trat er zudem als Mitglied der argentinischen Folkloregruppe Markama auf.